# Balšić Podgorica
Il PPSK Balšić fu una società calcistica montenegrina con sede nella città di Podgorica. Fu attiva nel periodo interbellico e fu una delle più importanti società sportive della Cetinjski nogometni podsavez (la sottofederazione calcistica di Cettigne), una delle 15 in cui era diviso il sistema calcistico del Regno di Jugoslavia.
Il nome derivava dai Balšići, la dinastia regnante che governò il Montenegro e parte dell'Albania a cavallo tra il XIV e il XV secolo.

## Cronistoria
| Stagione       | Piazzamento                                                                                          |
| -------------- | --- |
| 1922-23        | ? |
| 1923-24        | Eliminato semifinale provinciale                                                                     |
| 1925-25        | Eliminato semifinale provinciale                                                                     |
| Autunno 1925   | Eliminato semifinale provinciale                                                                     |
| Primavera 1926 | Vincitore fase provinciale (3–0 sul GOŠK Gruž). Non disputa la finalissima contro l'Hajduk Spalato   |
| 1926-27        | ? |
| Autunno 1927   | In finale provinciale contro il GOŠK Gruž, risultato sconosciuto                                     |
| Primavera 1928 | Eliminato semifinale provinciale                                                                     |
| Autunno 1928   | Eliminato primo turno                                                                                |
| Primavera 1929 | Eliminato semifinale provinciale                                                                     |
| Autunno 1929   | Eliminato primo turno                                                                                |
| Primavera 1930 | Vincitore fase provinciale (3–0 sul Orjen Tivat). Non disputa la finalissima contro l'Hajduk Spalato |
| Autunno 1930   | Vincitore fase provinciale (1–0 sul Orjen Tivat).                                                    |
| 11.03.1931     | Nasce la Cetinjski nogometni podsavez                                                                |
| Primavera 1931 | Eliminato primo turno                                                                                |
| Autunno 1931   | Eliminato primo turno                                                                                |
| Primavera 1932 | Eliminato in semifinale                                                                              |
| Autunno 1932   | Eliminato primo turno                                                                                |
| Primavera 1933 | Eliminato primo turno                                                                                |
| 1933-34        | ? |
| 1934-35        | ? |
| 1935-36        | 3º nella 1. razred CNP                                                                               |
| 1936-37        | Non supera il girone locale                                                                          |
| 1937-38        | 4º nella 1. razred CNP                                                                               |
| 1938-39        | Vincitore della 1. razred CNP (3–2 e 2–0 in finale sull'Arsenal Tivat)                               |
| 1939-40        | ? |
| 1940-41        | Campionato interrotto a causa della guerra.                                                          |